# Васильковка (Приморский край)
Василько́вка — село в Спасском районе Приморского края, входит в состав Чкаловского сельского поселения.

## География
Село Васильковка находится к востоку от автотрассы «Уссури», напротив перекрёстка к селу Васильковка находится перекрёсток к станции Свиягино, сёлам Чкаловское и Зеленодольское (находятся западнее автотрассы «Уссури»).
Расстояние до административного центра сельского поселения села Чкаловское около 10 км.
Расстояние до районного центра Спасск-Дальний (на юг по автотрассе «Уссури») около 38 км.

## Население
| 1900 | 1909 | 1912 | 1915 | 1923 | 1926 | 1959 |
| ---- | ---- | ---- | ---- | ---- | ---- | ---- |
| 221  | ↗453 | ↗455 | ↗643 | ↘534 | ↘533 | ↗600 |
| 1970 | 1979 | 1999 | 2002 | 2003 | 2010 |      |
| ↘400 | ↘343 | ↘284 | ↘272 | ↘254 | ↘195 |      |

## Улицы
| - пер. Археологов, - ул. Верхняя, - ул. Зелёная, - ул. Новая, | - ул. Таёжная, - ул. Центральная, - ул. Школьная. |

## Экономика
Сельскохозяйственные предприятия Спасского района.